# Delpuentesyne
Delpuentesyne – wymarły rodzaj chrząszczy z podrzędu Protocoleoptera i rodziny Permosynidae, obejmujący tylko jeden znany gatunek: Delpuentesyne menendezi. Żył w triasie.

## Taksonomia
Rodzaj i jego gatunek typowy opisane zostały po raz pierwszy w 2007 roku przez Rafaela G. Martinsa-Neto, Oscara F. Gallego i Anę M. Zavattieri. Opisu dokonano na podstawie skamieniałości pokryw, odnalezionych w potoku nazwanym „Quebrada del Puente”, w dystrykcie Potrerillos na terenie argentyńskiej prowincji Mendoza. Pochodzą one z należącej do Grupy Uspallata i datowanej na karnik w triasie formacji Potrerillos. Nazwa rodzajowa jest połączeniem części nazwy lokalizacji (del Puente) i przyrostka –syne, powszechnie używanego wśród chrząszczy z nadrodziny Permosynoidea. Epitet gatunkowy nadano na cześć paleontologa amatora Augusto Menendeza.
Autorzy opisu zaliczyli nowy rodzaj do rodziny Permosynidae, jednak zdefiniowali ją szeroko, jako obejmującą także taksony zaliczane do Ademosynidae, i wśród najbardziej zbliżonych morfologicznie do Delpuentesyne wymienili Ademosyne i Argentinosyne. Tymczasem w późniejszych pracach rodzina Ademosynidae dalej jest wyróżniana.

## Morfologia
Chrząszcze te miały pokrywy długości od 5,3 do 9,5 mm i szerokości od 1,25 do 1,8 mm. Dawało to stosunek długości do szerokości od 4,24 do 5,27. Powierzchnia pokryw była jednorodnie i drobno ziarenkowana oraz miała 11 słabo zaznaczonych, podłużnych, gładkich żeberek. Od Ademosyne chrząszcze te wyróżniały się słabiej zaznaczonymi żeberkami, a od Argentinosyne mniejszymi rozmiarami ciała.

## Paleoekologia
Owad ten zasiedlał południowy zachód Gondwany. Rejony te cechowały umiarkowane temperatury i klimat o dużej zmienności sezonowej, opisywany jako megamonsunowy. Teren porastały lasy liściaste i lasy zawsze zielone twardolistne. Ich florę charakteryzowało duże bogactwo, w tym wiele gatunków z rodzaju Dicroidium. Entomofauna tego rejonu zachowała się jednak w zapisie kopalnym słabo. Z tego samego stanowiska co Delpuentesyne znanych jest kilka rodzajów karaczanów: Anablatta, Delpuenteblatta, Lariojablatta, Potrerilloblatta i przypuszczalnie Triassoblatta.